# Conche Verte
La Conche Verte, appelé aussi menhir de l'Ermitage de Saint Vivence, est un menhir situé à Olonne-sur-Mer, sur la commune des Les Sables-d'Olonne dans le département français de la Vendée.

## Protection
L'édifice est classé au titre des monuments historiques classement par arrêté du 22 juin 1903.

## Description
Le menhir est mentionné dès 1865. Marcel Baudouin le redécouvre caché sous la dune en 1901 et entreprend une fouille du site qui lui permet de retrouver la fosse d’implantation et les pierres de calage en calcaire. Le menhir est un bloc de micaschiste. Désormais redressé, il mesure 3,15 m de hauteur pour une longueur totale de 3,45 m, 1,50 m de largeur et 0,50 m d'épaisseur maximum à la base.
La présence d'une couche de terre noirâtre sous le menhir indique que la formation de la dune est postérieure à l'érection du menhir. Baudouin découvrit un fragment d'une grosse hache polie en amphibolite lors de la fouille.